# Elleanthus killipii
Elleanthus killipii är en orkidéart som beskrevs av Leslie Andrew Garay. Elleanthus killipii ingår i släktet Elleanthus och familjen orkidéer.
Artens utbredningsområde är Colombia. Inga underarter finns listade i Catalogue of Life.